# Arizelocichla olivaceiceps
El bulbul cabecioliva (Arizelocichla olivaceiceps) es una especie de ave paseriforme de la familia Pycnonotidae endémica de las montañas del sureste de África. Anteriormente se consideraba una subespecie del bulbul de las Milanji.

## Distribución y hábitat
El bulbul cabecioliva se encuentra en las montañas del suroeste de Tanzania, Malaui y el noroeste de Mozambique.